# Poesjkino
Poesjkino (Russisch: Пушкино) is een stad in de Russische oblast Moskou, 30 kilometer ten noordoosten van Moskou en 20 kilometer ten noordoosten van de MKAD. Poesjkino ligt aan de federale autoweg M-8 tussen Moskou en Jaroslavl. In 2002 had Poesjkino 72.425 inwoners. Poesjkino kreeg de status van stad in 1925 en is de hoofdstad van het gelijknamige gemeentelijke district.
Volgens de overlevering werd het dorp Poesjkino voor het eerst genoemd in een document uit 1499. Het dorp behoorde aan de bojaar Grigori Mortsjinin Poesjka, van wie ook Aleksandr Poesjkin afstamt. Poesjkin heeft dan ook een standbeeld op een van de grotere pleinen in de stad. In de loop van de tijd ontwikkelde de stad zich tot een zomerresidentie voor de Russische adel.
Op het nabijgelegen landgoed Moeranovo verbleven onder andere de dichters Evgeny Baratynski en Fjodor Tjoettsjev. Vladimir Majakovski had hier in de buurt van 1920 tot 1928 een datsja.
Aprelevka · Balasjicha · Bronnitsy · Chimki · Chotkovo · Dedovsk · Dmitrov · Doebna · Dolgoproedny · Domodedovo · Drezna · Dzerzjinski · Elektrogorsk · Elektro-oegli · Elektrostal · Frjazino · Golitsyno · Istra · Ivantejevka · Jachroma · Jegorjevsk · Joebilejny · Kasjira · Klimovsk · Klin · Koebinka · Koerovskoje · Kolomna · Koroljov · Kotelniki · Krasnoarmejsk · Krasnogorsk · Krasnozavodsk · Krasnoznamensk · Likino-Doeljovo · Ljoebertsy · Lobnja · Loechovitsy · Losino-Petrovski · Lytkarino · Moskovski · Mytisjtsji · Naro-Fominsk · Noginsk · Odintsovo · Orechovo-Zoejevo · Ozjerelje · Ozjory · Pavlovski Posad · Peresvet · Podolsk · Poesjkino · Poesjtsjino · Protvino · Ramenskoje · Reoetov · Roeza · Rosjal · Sergiev Posad · Serpoechov · Sjatoera · Sjtsjerbinka · Sjtsjolkovo · Solnetsjnogorsk · Staraje Koepavna · Stoepino · Taldom · Troitsk · Tsjechov · Tsjernogolovka · Vereja · Vidnoje · Volokolamsk · Voskresensk · Vysokovsk · Zarajsk · Zjeleznodorozjny · Zjoekovski · Zvenigorod